# Partito Operaio Socialdemocratico Russo
Il Partito Operaio Socialdemocratico Russo, in sigla POSDR (in russo Российская социал-демократическая рабочая партия, РСДРП?, Rossijskaja social-demokratičeskaja rabočaja partija, RSDRP) fu un partito politico socialista e rivoluzionario russo d'ispirazione marxista fondato nel marzo 1898 con un congresso clandestino tenutosi a Minsk per unificare i diversi gruppi rivoluzionari allora attivi.
In occasione del II Congresso, svolto a Bruxelles e a Londra tra luglio e agosto del 1903, il POSDR si divise in due frazioni, i bolscevichi e i menscevichi, che nel corso del tempo si dotarono di strutture organizzative differenziate fino ad operare come due partiti distinti. La frazione detta bolscevica nel marzo 1918 si autoproclamò Partito Comunista Russo.

## Storia

### Fondazione

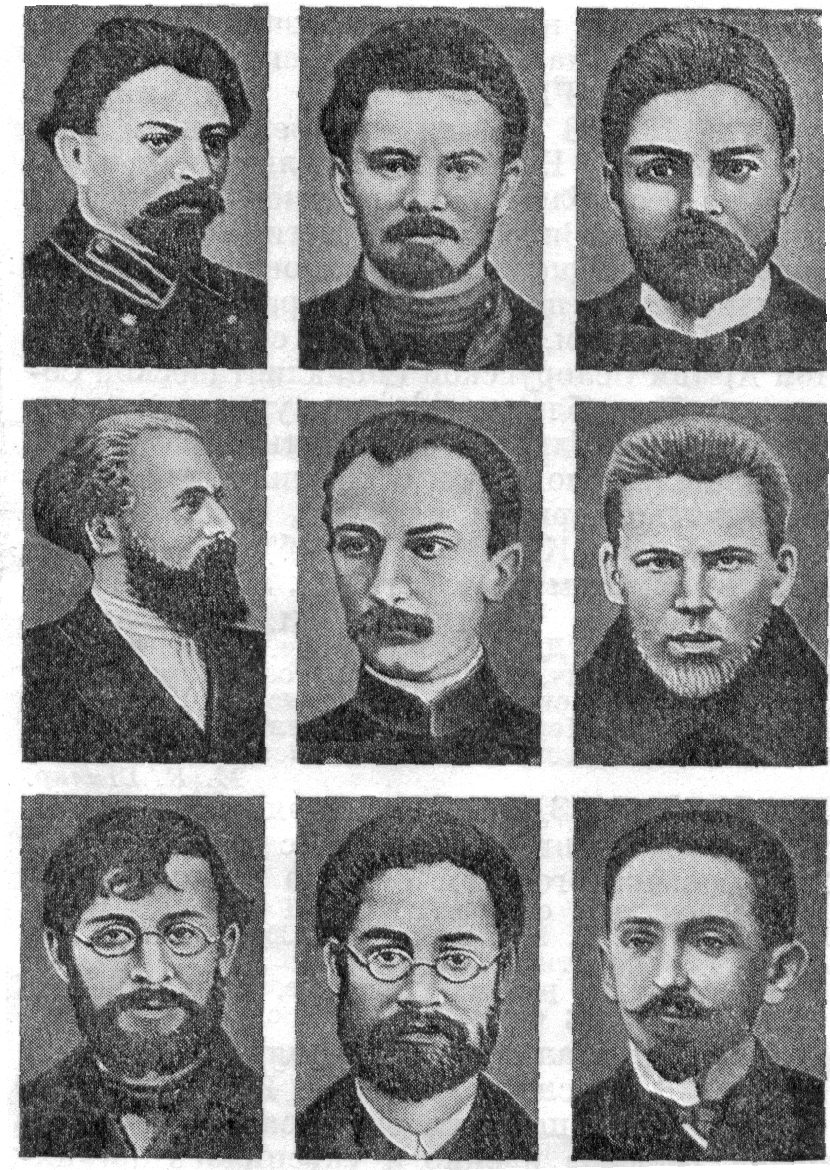
I nove fondatori del POSDR. Dall'alto a sinistra: Radčenko, Vannovskij, Tučapskij, Ėjdel'man, Vigdorčik, Petrusevič, Mutnik, Kremer e Kac

Il partito fu fondato a Minsk nel marzo 1898 da nove rappresentanti di sei diverse organizzazioni rivoluzionarie, che presero parte al I Congresso del Partito Operaio Socialdemocratico Russo, una riunione clandestina tenutasi in una casa privata. Le strutture rappresentate erano il "Rabočee Delo" di Kiev, l'"Unione operaia" di Kiev, quella di Mosca e quella di Ekaterinoslav, l'"Unione di lotta per l'emancipazione della classe operaia" di San Pietroburgo e l'"Unione Generale dei Lavoratori Ebrei" (Bund).

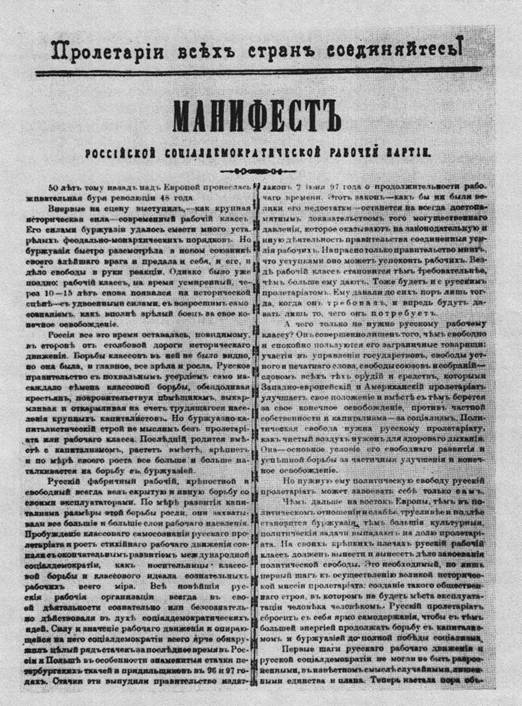
Il manifesto del POSDR

I convenuti ufficializzarono la nascita del POSDR ed elessero un Comitato centrale, composto da Boris Ėjdel'man, Aaron Kremer e Stepan Radčenko; questi incaricarono Pëtr Struve, un intellettuale allora considerato tra i migliori marxisti russi, di redigere il manifesto che annunciava la formazione della nuova organizzazione politica. Il manifesto, approvato dai congressisti, fu stampato in aprile in una tipografia clandestina di Babrujsk insieme con le Decisioni del Congresso.
La Rabočaja Gazeta, fino ad allora organo del gruppo "Rabočee delo", divenne il giornale del partito. Il Comitato centrale, in quanto organo esecutivo, aveva il compito di dirigere il partito sulla base delle decisioni dei congressi. Ai singoli Comitati delle diverse nazionalità che costituivano l'Impero russo fu del resto riconosciuta un'ampia autonomia e lo stesso Bund aderì al Partito a condizione di mantenere una propria autonomia. Nel giornale del Bund, l'Arbeiterstimme, fu scritto che i Comitati locali avevano il diritto di rifiutare le risoluzioni del Comitato centrale «in base alle particolari condizioni» delle sedi locali.
Pochi giorni dopo, nella notte tra il 23 e il 24 marzo, la polizia zarista riuscì a smantellare l'organizzazione procedendo a numerosi arresti, tra i quali quelli di Kremer e di Ėjdel'man. In luglio fu scoperta anche la tipografia e vennero arrestati più di settanta membri del Bund. Il partito, appena costituito, sembrava già essere stato distrutto. Per questo motivo, Zinov'ev poteva scrivere nel 1923 che la data di fondazione del marzo 1898 era «poco significativa», perché quel congresso «non produsse quasi nessun risultato». A suo giudizio, anche l'"Unione operaia della Russia settentrionale" fondata tra il 1877 e il 1878 da Chalturin e Obnorskij poteva essere considerata a buon diritto «l'embrione di un partito operaio», come pure l'"Emancipazione del lavoro" di Plechanov e Aksel'rod, costituita nel 1883, che nel 1885, rompendo con i populisti, aveva elaborato un progetto di programma del partito socialdemocratico, presentandosi «nella storia del movimento rivoluzionario russo come la prima organizzazione marxista».
Tale opinione sul I Congresso non era condivisa da Lenin, che nel 1899 aveva scritto dell'«opera brillantemente iniziata» e dell'«enorme passo avanti» fatto dal movimento operaio russo con la fondazione del Partito socialdemocratico, primo tentativo di unificare tutte le sparse correnti socialiste. Con l'intervenuta repressione il partito non aveva cessato di esistere: si era «ripiegato su se stesso, allo scopo di raccogliere le forze», e ora il compito immediato dei socialdemocratici russi doveva consistere nel dare «forma adeguata» all'unificazione, liberandosi «definitivamente dal meschino frazionamento locale».

### Bolscevichi e menscevichi

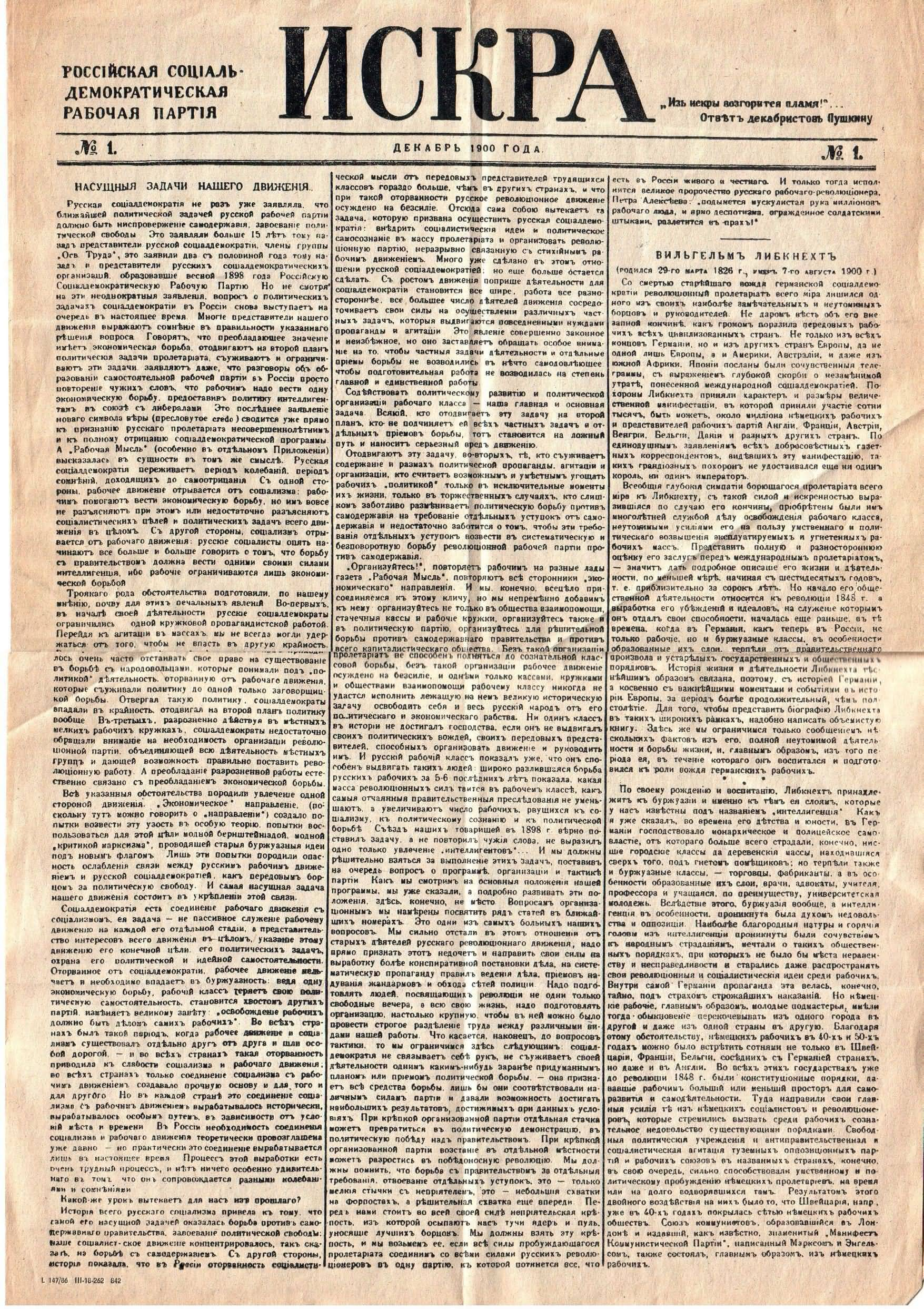
Primo numero dell'Iskra (dicembre 1900).

Lenin

Il II Congresso del POSDR (1903) fu visto come l'occasione di concretizzare l'organizzazione del partito così come teorizzata da Lenin e dai suoi collaboratori al giornale Iskra. Gli "iskristi" costituivano la larga maggioranza degli intervenuti al Congresso e per questo superarono le obiezioni avanzate dal Bund e dai delegati della corrente economicista, tuttavia nella stessa maggioranza si sviluppò uno scontro sull'articolo 1 dello Statuto, che portò alla divisione tra frazione bolscevica e menscevica. I primi sostenevano Lenin e la sua concezione del partito come forza d'avanguardia, snella e composta di rivoluzionari di professione; i secondi lo vedevano come un'organizzazione ampia e di massa, ed appoggiavano le posizioni di Julij Martov. Lo Statuto approvato rifletteva l'idea di Lenin, con l'esclusione proprio dell'articolo 1, che l'assemblea votò nella formulazione di Martov.
La divisione in due frazioni fu confermata nel 1904 dalla nascita dell'Ufficio dei comitati di maggioranza di parte bolscevica e della Commissione organizzativa menscevica, mentre dopo l'inizio della Rivoluzione russa del 1905 i bolscevichi tennero il III Congresso del POSDR (che approvò l'articolo 1 dello Statuto nella versione di Lenin) e i menscevichi svolsero una Conferenza di partito, con ciascuna delle due assemblee che elesse organismi dirigenti distinti. Le dinamiche rivoluzionarie portarono a tentativi di riavvicinamento tra le due correnti, e nella primavera del 1906 si svolse un Congresso unitario. Il periodo reazionario apertosi nel 1907, però, indebolì l'intero movimento socialdemocratico e acuì le tensioni interne al partito e alle stesse correnti. Nei bolscevichi il dissenso tra la maggioranza e il gruppo dei "vperiodisti" di Aleksandr Bogdanov portò all'espulsione di quest'ultimo, mentre anche i bolscevichi si divisero in diverse tendenze, tra cui quella dei cosiddetti "liquidatori", che puntavano allo scioglimento del partito illegale per spostarsi a operare in organizzazioni legali.
L'ultimo tentativo di riunificazione coincise con il plenum del gennaio 1910 del Comitato centrale del POSDR, che tuttavia raggiunse risultati puramente formali e costituì il preludio alla rottura definitiva. Nel gennaio del 1912 si tenne a Praga la VI Conferenza del POSDR, organizzata dall'ala sinistra, che vi presenziò in larga maggioranza decretando l'espulsione dei liquidatori. L'assemblea elesse un Comitato centrale dominato dai bolscevichi. Da questo momento menscevichi e bolscevichi operarono definitivamente come due partiti diversi; allo stesso tempo non ebbero seguito azioni unitarie di tutte le forze socialdemocratiche non bolsceviche, come la Conferenza tenuta in agosto a Vienna su iniziativa di Trockij, condizionata dall'incompatibilità tra le posizioni dei menscevichi e quelle sia dei vperiodisti che dei membri del partito non aderenti a correnti.

### La rivoluzione

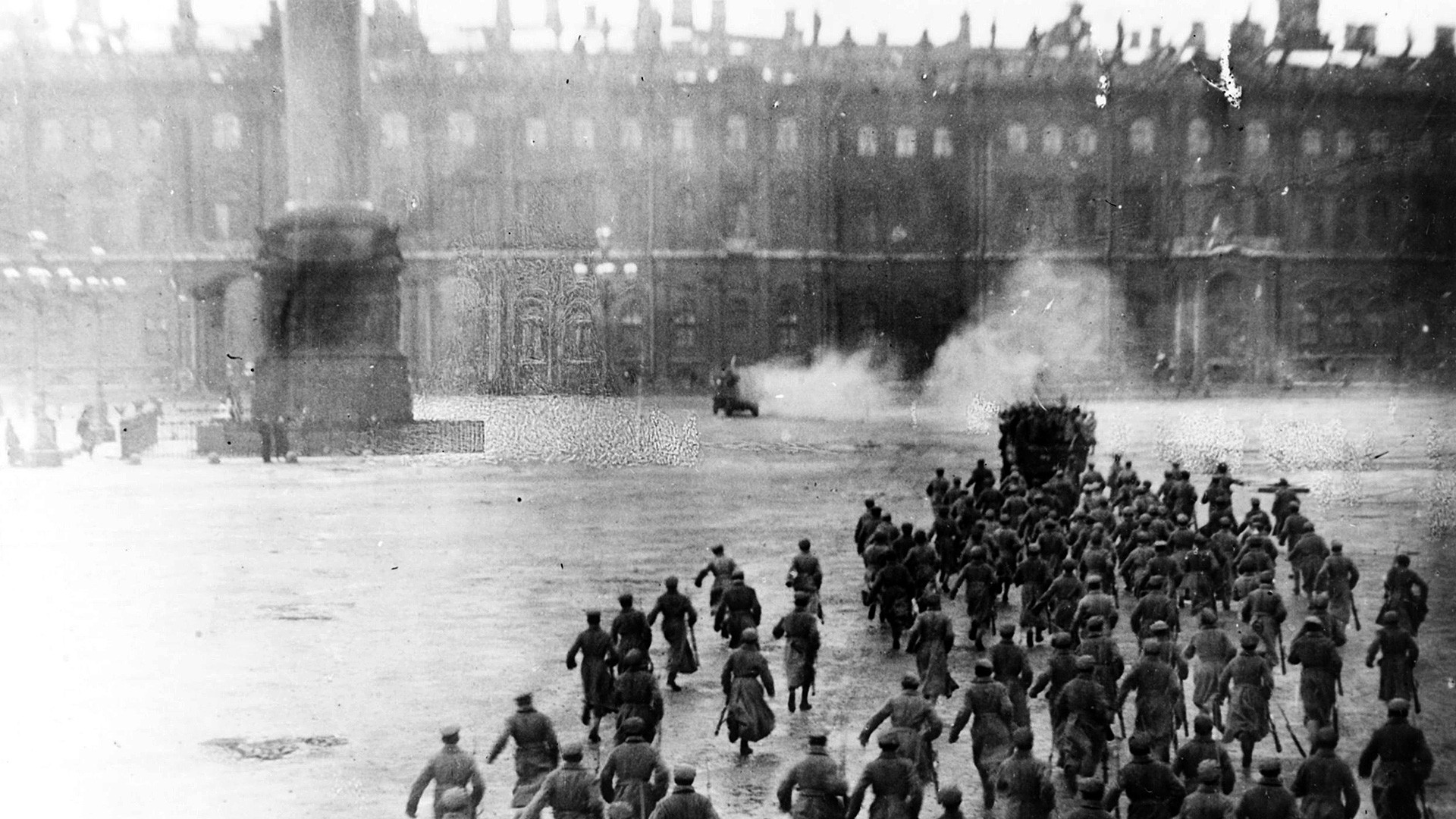
La presa del Palazzo d'Inverno il 25 ottobre 1917. del calendario giuliano nel film Ottobre di Sergej Ėjzenštejn (1928).

Dopo lo scoppio della prima guerra mondiale i bolscevichi furono oggetto di una feroce repressione. Nel 1917, dopo la Rivoluzione di febbraio, i menscevichi e i socialrivoluzionari ottennero il controllo della maggioranza dei soviet, ma gli equilibri si spostarono nel corso dei mesi a vantaggio dei bolscevichi, che riuscirono a conquistare il potere con la Rivoluzione d'ottobre. Nel 1918 essi assunsero la denominazione di Partito Comunista Russo (bolscevico), per evidenziare la distanza dalle forze riformiste e segnare il definitivo superamento della fase borghese della rivoluzione. I menscevichi furono messi fuori legge nel 1921: all'indomani della guerra civile e con il proletariato provato dagli sforzi degli anni precedenti, infatti, la dirigenza bolscevica ritenne necessario rafforzare il controllo del partito a fronte del «pericolo che la rivoluzione perdesse il potere politico».

## Rappresentanza parlamentare
Nel 1906 si tennero le elezioni per il primo parlamento russo, la Duma di Stato, che furono boicottate dai bolscevichi. I socialdemocratici erano rappresentanti quindi dai soli menscevichi, che ottennero il 4% dei seggi. Nella seconda Duma (1907), abbandonata l'idea del boicottaggio, il POSDR conquistò una vasta rappresentanza, ma l'assemblea fu sciolta dopo pochi mesi con il pretesto della scoperta di un colpo di Stato in preparazione da parte dei socialdemocratici. Con nuove leggi elettorali, la presenza socialdemocratica nella terza Duma (1907–1912) si ridusse a pochi elementi. A partire dalla quarta Duma (1912–1917), i socialdemocratici furono definitivamente separati in due frazioni, quella menscevica e quella bolscevica.

## Congressi e conferenze
| Congresso                 | Luogo e date                                               | Conferenza                  | Luogo e date                                       |
| ------------------------- | ---------------------------------------------------------- | --------------------------- | -------------------------------------------------- |
| I Congresso del POSDR     | Minsk, 1 (13) – 3 (15) marzo 1898                          | I Conferenza del POSDR      | Tammerfors, 12 – 17 (25 – 30) dicembre 1905        |
| II Congresso del POSDR    | Bruxelles, Londra, 17 (30) luglio – 10 (23) agosto 1903    | II Conferenza del POSDR     | Tammerfors, 3 – 7 (16 – 20) novembre 1906          |
| III Congresso del POSDR   | Londra, 12 (25) aprile – 27 aprile (10 maggio) 1905        | III Conferenza del POSDR    | Kotka, 21 – 23 luglio (3 – 5 agosto) 1907          |
| IV Congresso del POSDR    | Stoccolma, 10 (23) aprile – 25 aprile (8 maggio) 1906      | IV Conferenza del POSDR     | Helsingfors, 5 – 12 (18 – 25) novembre 1907        |
| V Congresso del POSDR     | Londra, 30 aprile (13 maggio) – 19 maggio (1º giugno) 1907 | V Conferenza del POSDR      | Parigi, 21 – 27 dicembre 1908 (3 – 9 gennaio 1909) |
| VI Congresso del POSDR(b) | Pietrogrado, 26 luglio (8 agosto) – 3 (18) agosto 1917     | VI Conferenza del POSDR     | Praga, 5 – 17 (18 – 30) gennaio 1912               |
| VII Congresso del PCR(b)  | Pietrogrado, 6 – 8 marzo 1918                              | VII Conferenza del POSDR(b) | Pietrogrado, 24 – 29 aprile (7 – 12 maggio) 1917   |